# NGC 411
NGC 411 je otvoreni skup u zviježđu Tukanu. 

## Vanjske poveznice
- SEDS: NGC 0411